# Dýka s hadem
Dýka s hadem je historický detektivní román Vlastimila Vondrušky z roku 2002. Je první knihou v sérii Hříšní lidé Království českého s hlavním hrdinou Oldřichem z Chlumu.

## Obsah
Příběh knihy se odehrává v druhé polovině 13. století (začíná roku 1269) kdy českému království vládl král Přemysl Otakar II. Královský prokurátor a správce hradu Bezděz Oldřich z Chlumu odchází vyřešit případ vraždy pána hradu Grabštejn Jindřicha z Donína, hradního kata a také záhadnou vraždu v Johanitské komendě v Dubu.

## Nakladatelské údaje
Kniha byla vydána v listopadu roku 2002 u nakladatelství Moba. Je vázanou knihou s pevnými deskami s obsahem na 287 stranách. Jedná se o obdélníkový formát o rozměrech 125 × 205 mm s váhou 362 g.

## Existující vydání
Papírová kniha:
- 1. vydání – Moba, Brno 2002, 287 s. (ISBN 80-243-0945-9)
- 2. vydání – Moba, Brno 2007, 287 s. (ISBN 978-80-243-2867-6)
- 3. vydání – Moba, Brno 2013, 287 s. (ISBN 978-80-243-5276-3)
- 4. vydání – Moba, Brno 2018, 287 s. (ISBN 978-80-243-8050-6)

Audiokniha:
- 1. verze – Moba, Brno 2007, interpretují Radovan Lukavský, Otakar Brousek st. a Martin Polách
- 2. verze – Tympanum, Praha 2018, čte Jan Hyhlík